# Prison en France

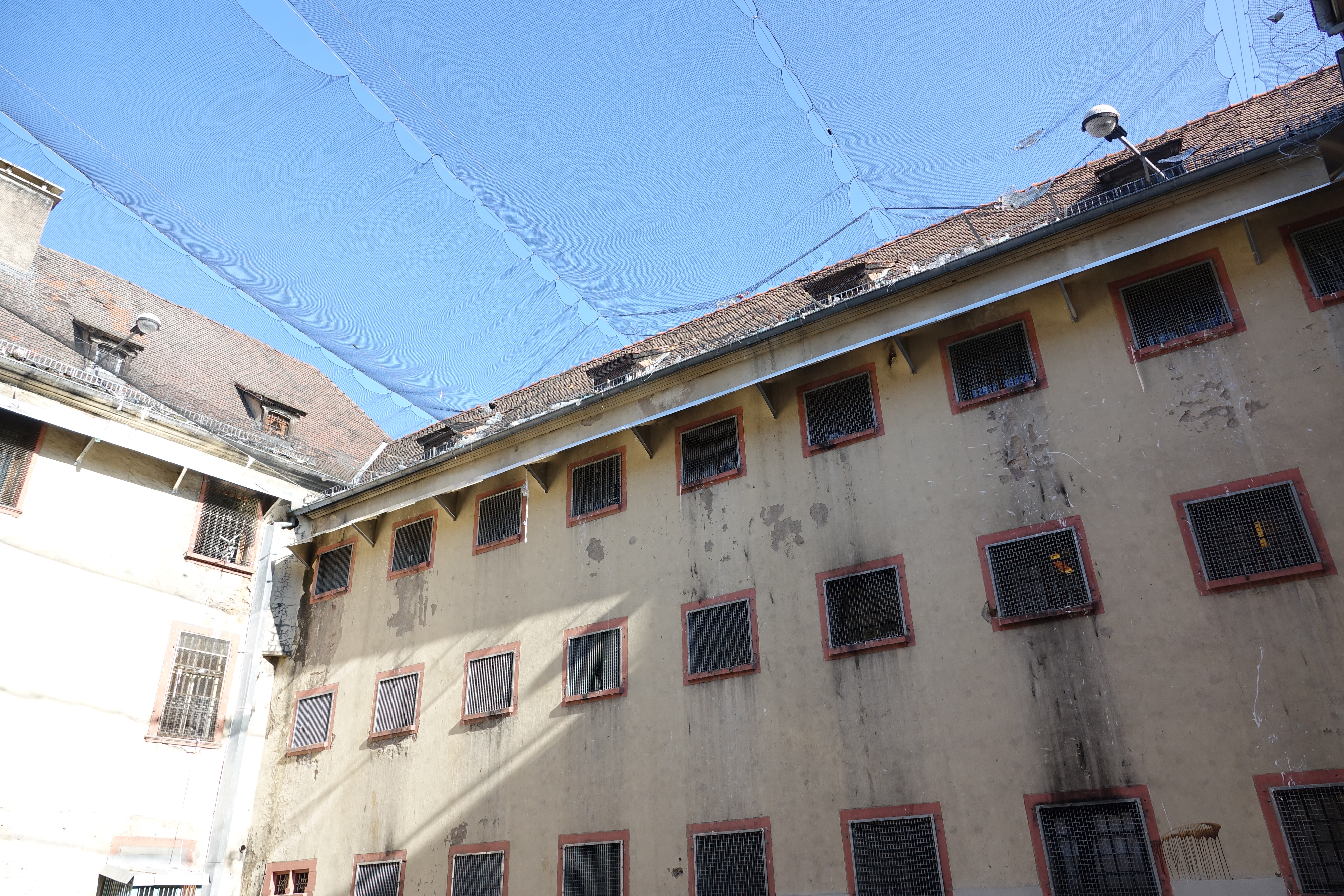
Cour de promenade de la Maison d'arrêt de Colmar, en 2021.

Les prisons françaises sont des lieux privatifs de liberté gérés par l'administration pénitentiaire, elle-même rattachée au ministère de la Justice depuis 1911. Le rôle de la prison en France est entre autres de protéger la société contre les individus dangereux. Au-delà de l'exécution de la peine de privation de liberté, cela passe également par la mise en œuvre de leur réinsertion afin de prévenir le risque de récidive.
Au 1er mars 2017, la capacité d'accueil des 186 établissements pénitentiaires est de 58 664 places. Un total de 69 430 personnes détenues y sont incarcérées, dont 2 330 femmes. Au 1er avril 2023, il y a 60 899 places opérationnelles pour 
73 080 détenus soit un surplus de 15 500 personnes pour un taux de remplissement de  120,2 % (en hausse). Le 1er octobre 2024, on recensait 79 631 détenus pour 62 279 places opérationnelles.
En 2014, un avis présenté par le sénateur Jean-René Lecerf établit le coût moyen d'une journée de détention à 99,49 euros (données de 2013, hors centres de semi-liberté et établissements pour mineurs). Selon l'Observatoire international des prisons, 36 établissements ont été considérés en 2017 comme « exposant les détenus à des traitements dégradants ».

## Histoire

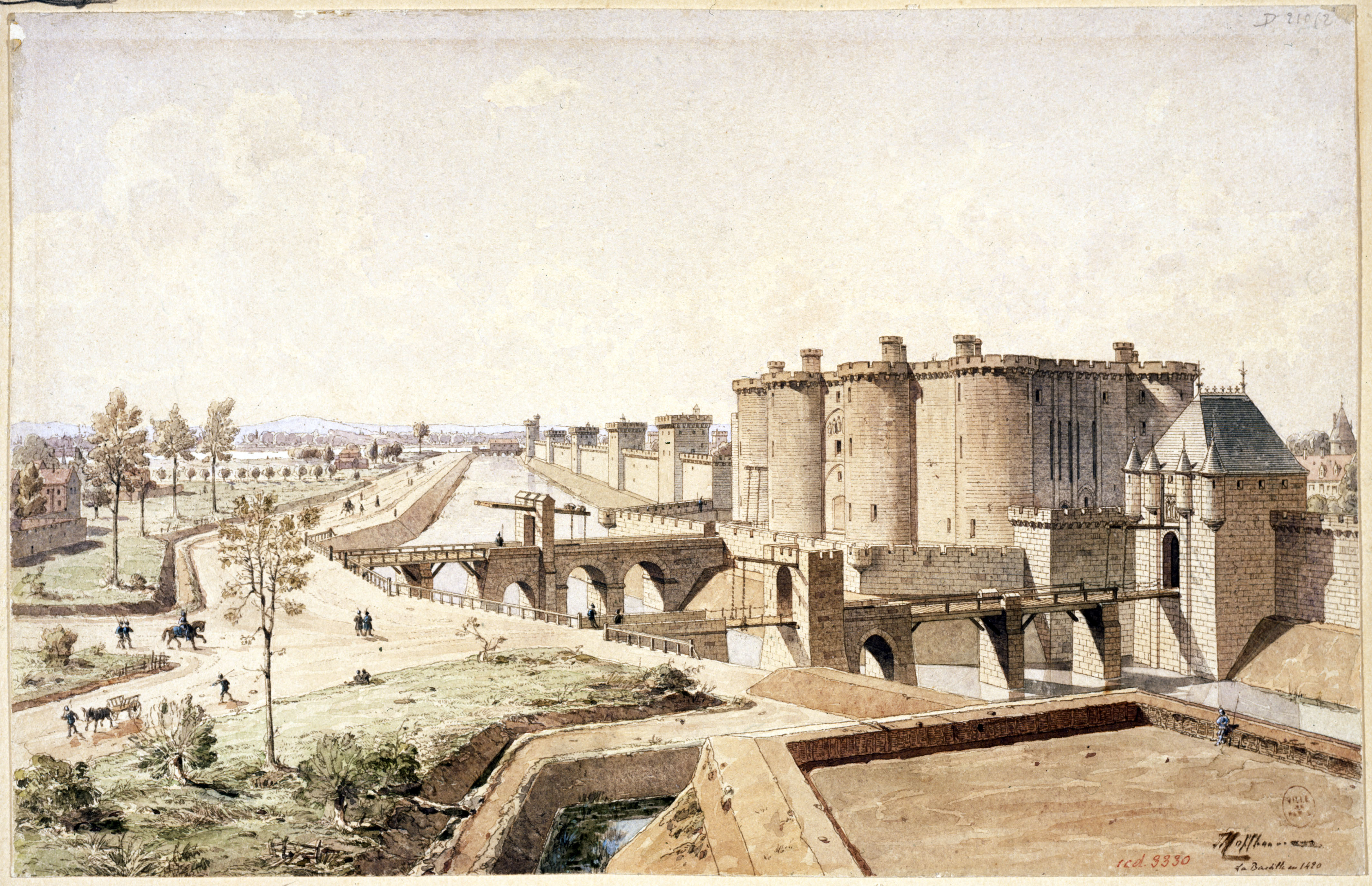
Reconstitution de La Bastille médiévale par Theodor Josef Hubert Hoffbauer.

### Les prisons sous l'Ancien Régime
Avant 1791, l'emprisonnement était rarement la suite d'une condamnation prononcée par un tribunal. Ce n'était le plus souvent qu'une mesure préventive de garde pendant l'instruction ou une détention temporaire après jugement dans l'attente de paiement de l'amende ou de l'exécution de la sentence. En règle générale, l'emprisonnement n'était pas considéré comme une peine sauf pour les religieux à la suite des jugements des tribunaux ecclésiastiques, et exceptionnellement pour les femmes en remplacement d'une condamnation aux galères qui ne pouvait leur être appliquée.
Des emprisonnements étaient surtout décidés par lettres de cachet qui étaient des mesures de police ou des enfermements à la demande des familles. Des emprisonnements pour non paiement de dettes étaient également exécutés à la demande des créanciers.
Enfin, des personnes estimées dangereuses, telles qu'espions, faux-monnayeurs, impies, protestants, jansénistes à certaines époques, imprimeurs de livres interdits, fauteurs de scandale étaient enfermées par mesure de police sans jugement.
Les conditions de détention dépendaient de la fortune du prisonnier. Les prisonniers sans ressource dormaient sur la paille à plusieurs dans des cachots et recevaient une livre et demie de pain sec par jour. Des associations charitables pieuses visitaient ces prisonniers infortunés et leur apportaient des secours matériels. Selon le prix, les détenus pouvaient dormir dans une chambre à plusieurs lits, individuelle jusqu'à un appartement assez grand pour leur permettre d'amener un mobilier de chez eux. Ils pouvaient être nourris par le concierge contre redevance ou faire amener leurs repas de l'extérieur.
La pension des prisonniers enfermés par lettre de cachet dépendait de leur rang social avec un niveau de confort correspondant.
Les prisonniers pour dettes étaient logés et nourris aux frais de leur créancier.
Outre les prisons royales, les seigneurs haut-justiciers disposaient de leur prison : il en existait dix-huit à Paris, la plupart ecclésiastiques, en 1674, date de suppression des juridictions seigneuriales de la capitale par un édit de Louis XIV. C'étaient de petits établissements où étaient enfermées des personnes arrêtées pour délits mineurs (vols, injures, rixes…) en attente d'une punition corporelle : exposition au carcan, fouet, mutilation etc.
Des établissements religieux, couvents, ou laïcs, maisons de discipline, étaient également des lieux d'enfermement par autorité de justice ou à la demande des familles.

### XXIesiècle
Entre le dimanche 13 et le mardi 15 avril 2025, un groupe se nommant « DDPF » (Défense des droits des prisonniers français) mène des attaques simultanée sur plusieurs prisons. Des tirs à l'arme à feu et des incendies volontaire sont rapportés. Le Parquet national antiterroriste annonce l'ouverture d'une enquête pour « associations de malfaiteurs », « dégradation ou détérioration en bande organisée du bien d'autrui » et « tentative d'assassinat en relation avec une entreprise terroriste commise sur une personne dépositaire de l'autorité publique ». Les modes opératoires utilisés sont différents : « incendies de véhicules, survol de drone, mitraillages ». Des actions visent également des logements d’agents. Le bilan est de 30 véhicules détruits ou endommagés. Ces attaques qui, bien que coordonnées, restent difficile d’attribuer à un seul groupe d’auteurs.

### Quelques dates clés

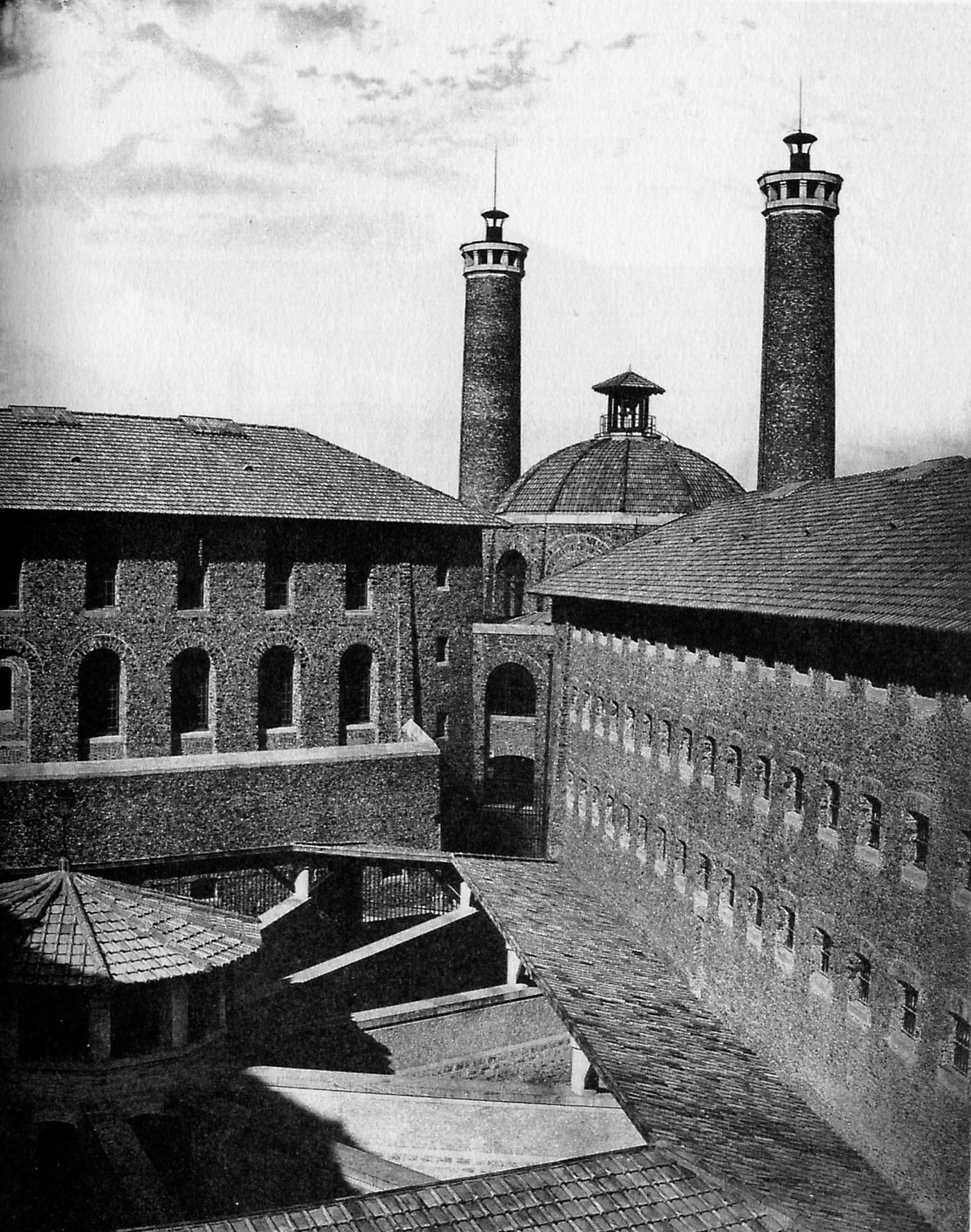
Intérieur de la prison de la Santé (Paris) au XIX.

Les formes d'emprisonnements disparates et en partie arbitraires de l'Ancien Régime sont supprimées à la Révolution et remplacées par un régime uniforme.
- Code pénal de 1791[12] : la prison est un lieu de punition mais aussi celui de l'amendement du condamné, par le travail et l'éducation. Création de la maison d'arrêt.
- 1810 : Le Code pénal privilégie le principe de prison châtiment.
- 1819 : Louis XVIII, sur proposition du ministre de l’Intérieur le comte Decazes, crée le 9 avril la Société royale pour l’amélioration des prisons.
- 1832 : Alexis de Tocqueville et Gustave de Beaumont publient Du système pénitentiaire aux États-Unis et de son application dont les parlementaires français retiennent deux modèles : l'établissement correctionnel d'Auburn qui combine isolement cellulaire la nuit et travail collectif, mais dans le silence (modèle qui s'appliquera dans les maisons centrales) ; la prison Eastern State Penitentiary de Philadelphie qui impose un isolement cellulaire de jour comme de nuit[13].
- 1839 : Création de la colonie pénitentiaire de Mettray.
- 1867 : Suppression de l'emprisonnement pour dette.
- 1875 : Création du régime de l’emprisonnement individuel[14] qui donne naissance à la Société générale des prisons en 1877[15].
- 1885 : Création de la libération conditionnelle.
- 1891 : Création du sursis dit « simple ».
- 1911 : L'administration pénitentiaire est rattachée par décret au ministère de la Justice. Depuis 1795, date de la création de l'administration des prisons, elle relevait en effet du ministère de l'intérieur.
- 1945 : La réforme Amor institue la politique d'amendement et de reclassement social du condamné. Parmi les 14 points de cette réforme, on trouve le principe de la modulation des peines et le principe du travail comme obligation et comme droit.
- 1958 : Création du juge de l'application des peines, du sursis avec mise à l’épreuve et des comités de probation et d’assistance aux libérés.
- 1959 : Création du sursis avec mise à l'épreuve.
- 29 décembre 1972 : Loi sur les réductions de peine pour bonne conduite[16], confiée au juge[Note 2].
- 1975 : Création des centres de détention orientés vers la réinsertion et le développement des peines de substitution.
- 1981 : Abolition de la peine de mort.
- 1983 : Création de la peine de travail d'intérêt général. Réforme des droits des détenus.
- 1987 : Les missions du service public pénitentiaire sont précisées. Certaines d'entre elles peuvent être concédées à des groupes privés.
- 1994 : Réforme de la prise en charge sanitaire des détenus.
- 1999 : Création des services pénitentiaires d'insertion et de probation (SPIP) regroupant dans une structure unique les activités liées à la réinsertion.
- 2002 : Loi d'orientation et de programmation pour la Justice : sécurisation et humanisation renforcées des établissements pénitentiaires, 13 200 places de prison vont être construites.
- 2004 : La loi portant adaptation de la justice aux évolutions de la criminalité développe les aménagements de peine pour lutter contre la récidive.
- 2006/2007 : Les nouvelles règles pénitentiaires européennes, adoptées le 11 janvier 2006 par les 46 États membres du Conseil de l'Europe, deviennent la charte d'action de l'administration pénitentiaire.
- 2008 : Loi sur la rétention de sûreté.
- 24 novembre 2009 : Loi pénitentiaire concernant l'exécution et l'application des peines.
- 15 août 2014 : Loi relative à l'individualisation des peines et renforçant l'efficacité des sanctions pénales.

## Organisation

### Tutelle
Les prisons françaises sont sous la responsabilité de l'administration pénitentiaire. Cette administration dédiée, créée en 1795, est d'abord rattachée au ministère de l'Intérieur avant de rejoindre, par décret du 13 mars 1911, le ministère de la Justice dont elle est aujourd'hui l'une des cinq directions.
L'administration pénitentiaire se compose d'une administration centrale, de services déconcentrés (directions interrégionales, établissements pénitentiaires, service pénitentiaire d'insertion et de probation), d'un service de l'emploi pénitentiaire (SEP) à compétence nationale et d'une école dédiée, l'ENAP (École nationale d'administration pénitentiaire).

### Établissements

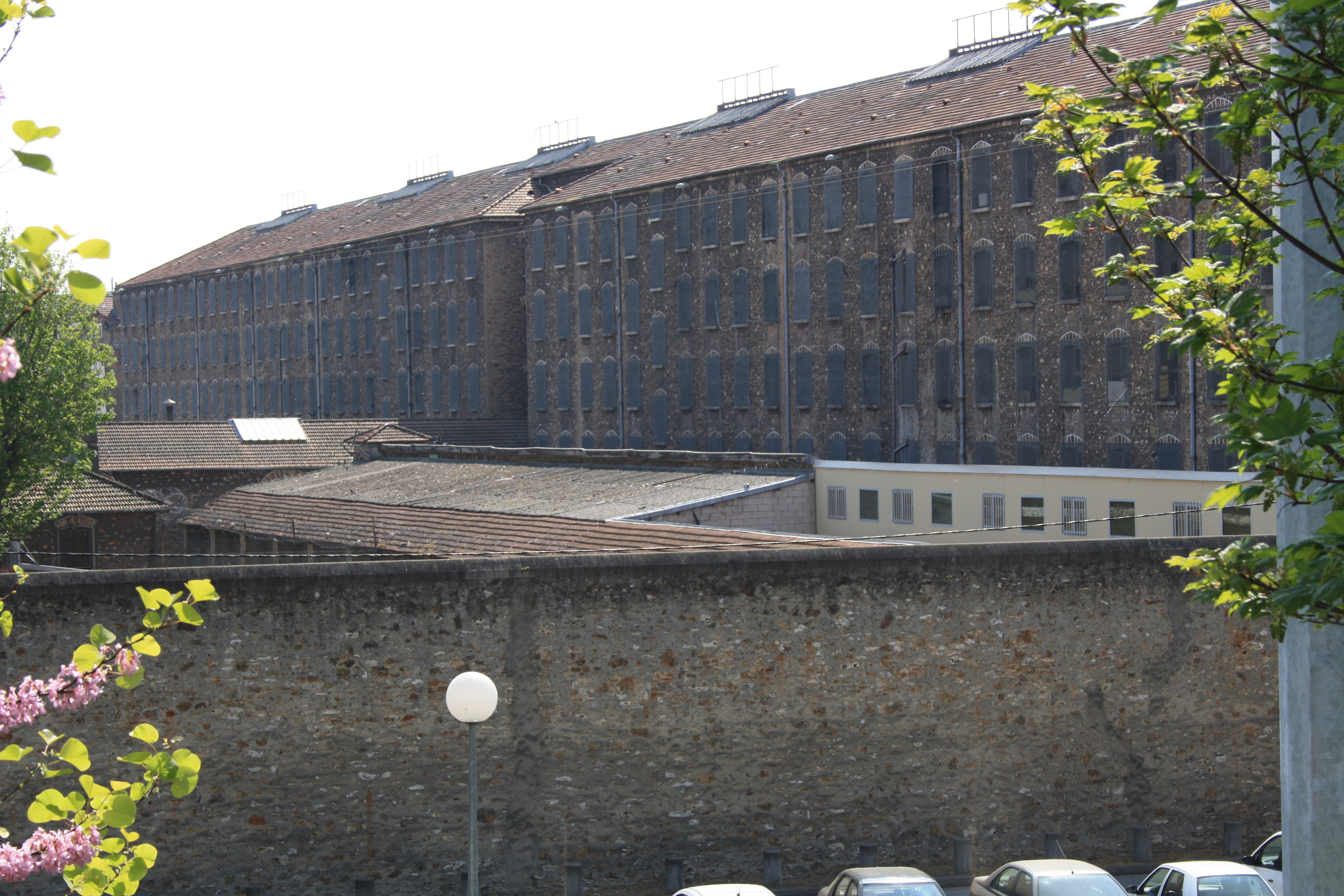
Vue de la maison d'arrêt de Fresnes.

Il existe en France 187 établissements répartis en 86 maisons d'arrêt, 94 établissements pour peine (centres de détention et maisons centrales), 6 établissements pénitentiaires pour mineurs et 1 établissement public de santé national situé au sein de la maison d'arrêt de Fresnes.
Les maisons d'arrêt (ou quartiers maison d'arrêt) accueillent les prévenus ainsi que les détenus dont le reliquat de peine est faible (inférieur à deux ans) ou dont le jugement n'est pas encore définitif (procédure d'appel en cours par exemple).
Les centres de détention reçoivent les détenus condamnés définitivement à de longues peines. Les maisons centrales, quant à elles, sont destinées aux détenus les plus difficiles, présentant le moins de gage de réinsertion sociale.
Les personnes détenues ayant bénéficié d'une mesure d'aménagement de peine peuvent rejoindre un centre de semi-liberté ou un centre pour peines aménagées.
Chaque établissement a un règlement intérieur particulier.
Depuis 2010, des établissements public de santé accueillent des unités hospitalières spécialement aménagées (UHSA) prenant en charge des personnes détenues nécessitant des soins psychiatriques en hospitalisation complète.

### Conditions de travail du personnel pénitentiaire
L'administration pénitentiaire a une triple mission : elle doit assurer la garde des personnes détenues (accomplissement d'une peine, lutte contre les évasions) ; les garder dans des conditions acceptables (prévention des suicides, mise en œuvre des règles pénitentiaires etc.) ; enfin permettre leur réinsertion (familiale ou par le travail).
Avant 1994, il existait, selon Pâquerette Goldberg, peu d'études en France s'intéressant aux conditions de travail et à la santé des personnels de l'administration pénitentiaire. En 2017, un rapport de la contrôleuse générale des lieux de privation de liberté (CGLPL) Adeline Hazan note des conditions de travail détériorées des surveillants de prison. Cette détérioration serait principalement due aux sous-effectifs, aux difficultés des conditions de travail, à la pression liée à la surpopulation carcérale, à la promiscuité, à la violence et à la vétusté des locaux. Ces conditions de travail dégradées se répercutent directement sur les droits des détenus.
Selon l’Union Fédérale Autonome Pénitentiaire, 4 900 agents sont agressés chaque année en France.

### Mécanismes de contrôle
Le fonctionnement des prisons françaises est contrôlé par divers acteurs. Les contrôles administratifs sont exercés par l'administration pénitentiaire elle-même (contrôle hiérarchique, inspection générale des services pénitentiaires), par le ministère de la Justice (magistrats, inspection générale des services judiciaires), ainsi que par des autorités extérieures (élus, conseil d'évaluation, organismes de contrôle de droit commun, etc.). Les articles D229 et suivants du code de procédure pénale indiquent les modalités de ces contrôles, auxquels s'ajoutent une surveillance des autorités indépendantes ou des organisations supranationales.

#### Contrôles administratifs
Le premier contrôle du fonctionnement des prisons françaises est exercé par la hiérarchie interne de l'administration pénitentiaire. Celle-ci est de plus dotée d'un service spécialisé dans cette tâche : l'inspection des services pénitentiaires. Sa mission est aussi d'assurer un conseil technique auprès du directeur de l'administration pénitentiaire. Le ministère de la Justice participe également à ce contrôle dans la mesure où les magistrats ont un droit de regard sur le fonctionnement des prisons. L'inspection des services judiciaires est elle aussi compétente pour ce faire.
L'article 5 de la loi pénitentiaire a également institué un conseil d'évaluation pour remplacer l'ancienne comité de surveillance (créée par ordonnance royale en 1819) dont l'efficacité a été remise en cause de manière officielle à plusieurs reprises. Son fonctionnement est encadré par l'article D.234 du code de procédure pénale. Ce conseil, présidé par le préfet du département dans lequel est situé l'établissement pénitentiaire, doit se réunir au moins une fois par an « afin d'évaluer les conditions de fonctionnement de l'établissement et de proposer, le cas échéant, toutes mesures de nature à les améliorer ».
Enfin, les organismes de contrôle administratifs sont également susceptibles d'intervenir au sein des établissements pénitentiaires dans le cadre de leur mission (inspection du travail, inspection générale des affaires sociales, inspection générale de l'éducation nationale).

#### Autorités indépendantes
Le contrôleur général des lieux de privation de liberté, autorité administrative indépendante créée en 2007, a pour mission de veiller au respect des droits fondamentaux des personnes privées de liberté. Il visite donc régulièrement les établissements pénitentiaires et rend publiques ses conclusions. Le contrôleur peut également émettre des avis publics sur des situations plus larges (surpopulation carcérale, semi-liberté, usage de la visioconférence, etc.).
Le Défenseur des droits, officiellement mis en place en 2011, peut également être saisi (ou se saisir d'office) s'il apparaît qu'un établissement pénitentiaire (sa compétence s'étend à tous les établissements publics ou chargés d'une mission de service public) ne respecte pas les droits et libertés d'une personne placée sous main de justice.

#### Organisations supranationales
Le Comité européen pour la prévention de la torture et des peines ou traitements inhumains ou dégradants (CPT), organe du Conseil de l'Europe institué en 1987, effectue régulièrement des visites dans les établissements pénitentiaires (et autres établissements accueillant des publics privés de leur liberté d'aller et venir). Après chaque visite, le CPT remet à l'État concerné un rapport qui reste confidentiel. Le comité peut cependant s'exprimer publiquement si l'État concerné ne fournit pas les efforts souhaités pour améliorer la situation. Le CPT publie chaque année un rapport de son activité.
Le Commissaire aux droits de l'homme du Conseil de l'Europe intervient auprès des gouvernements des États membres pour promouvoir la défense des droits de l'homme. Il dialogue aussi avec les citoyens et se rend dans les établissements au sein desquels la question des droits de l'homme reste sensible, notamment les prisons. Il peut émettre des recommandations, des remarques et des rapports.

## Missions
Le service public pénitentiaire assume une double mission : il participe à l'exécution des décisions et sentences pénales et au maintien de la sécurité publique et il favorise la réinsertion sociale des personnes qui lui sont confiées par l'autorité judiciaire. Il est organisé de manière à assurer l'individualisation des peines.
En collaboration avec des partenaires publics ou associatifs, l'administration pénitentiaire met en place des dispositifs d'insertion qu'elle propose aux détenus ou aux personnes faisant l'objet d'une mesure restrictive de liberté : hébergement, formation, emploi ou suivi médical par exemple. Ces dispositifs sont pour la plupart inscrits dans le cadre de la politique de la ville.

### Exécution de la peine
L'administration pénitentiaire est responsable de l'exécution des peines ; elle prend en charge les personnes placées sous main de justice. Les mesures prononcées à leur égard interviennent avant ou après jugement et sont exécutées soit en milieu fermé, dans les prisons, soit en milieu ouvert, avec ou sans enfermement préalable.
Les règles pénitentiaires européennes, adoptées par la France et l'ensemble des États membres du Conseil de l'Europe en janvier 2006, constituent un cadre éthique et une charte d'action pour l'administration pénitentiaire. Elles rappellent des principes fondamentaux et des recommandations pratiques concernant : les conditions de détention, la santé et l'accès aux soins, le bon ordre, le personnel pénitentiaire, les inspections et contrôles et le régime de détention des prévenus et des condamnés.

### Maintien des liens familiaux
Selon les estimations du Credoc, il y aurait un demi-million de proches de détenus en France.
Les prisonniers peuvent recevoir la visite de leurs proches ou amis dans des « parloirs ». Il est parfois difficile pour les proches ou amis d'obtenir un « permis de visite » (auprès du chef de l'établissement pénitentiaire ou du juge d'instruction). Les délais d'attente peuvent être de plusieurs mois. Par ailleurs, les détenus peuvent être emprisonnés dans des lieux loin de leur famille.
Les parloirs sont surveillés par des surveillants. Dans les maisons d'arrêt, les parloirs durent de 30 à 60 minutes (sauf exception appelée "double parloir") et sont principalement ouverts en semaine. Dans les centres de détention et les maisons centrales, ils peuvent durer jusqu'à 3 heures et sont principalement ouverts les weeks-ends et jours fériés.
Les relations sexuelles sont interdites entre les personnes détenues et leurs proches. Depuis 2003, des « parloirs intimes » (Unités de vie familiale, UVF) sont expérimentés dans trois établissements (Poissy, Saint Martin de Ré et Rennes). Seules des personnes condamnées à de longues peines (les établissements concernés sont des maisons centrales) y ont accès. Certains établissements du nouveau plan 13000 auront des UVF.
Depuis les années 1980, sous l'influence d'autres expériences menées en Europe (association Eurochips), la prise en compte des effets de l'incarcération des parents sur les enfants a contribué à la naissance d'associations bénévoles (Fédération des relais Enfants Parents) organisant des visites des enfants à leurs parents en prison.
Des opérations sont menées pour privilégier le maintien des liens familiaux des personnes détenues, l'un des meilleurs garant de la réinsertion : accueil et hébergement des enfants de moins de 18 mois auprès de leur mère incarcérée, amélioration des parloirs et aménagement d'espace jeux pour les enfants, prises de rendez-vous facilitées grâce à des bornes informatiques, abri et salle d'attente pour l'accueil des familles.
Parallèlement, l'administration pénitentiaire favorise les actions des associations et collectivités publiques qui interviennent sur cet espace relationnel.
Entre 2003 et 2007, sept unités de visites familiale (UVF) ont vu le jour dans des établissements pour peine. Tout nouvel établissement de ce type sera doté de ces petits appartements. Ils permettent à des personnes condamnées à de longues peines, ne bénéficiant pas de permis de sortie, de recevoir pour une durée pouvant aller jusqu'à 72 heures, dans un local de la taille d'un petit trois pièces, plusieurs membres de leur famille. Par ailleurs, 34 parloirs familiaux (petites salles préservant la confidentialité et l'intimité) équipent les maisons centrales.

### Réinsertion et préparation à la sortie
La réinsertion est le moyen pour la société de se protéger, au même titre que la mise à l'écart qu'a constitué le séjour en prison. En effet, la recherche de liens avec la société (par le travail ou la famille) est fondamentale pour la stabilisation sociétale des anciens détenus.
Sur le territoire, ce sont les services pénitentiaires d'insertion et de probation (SPIP) qui sont chargés, avec les établissements pénitentiaires, de cette mission qui débute en prison.
- En milieu fermé, en prison, les SPIP sont chargés de faciliter l'accès des personnes incarcérées aux dispositifs sociaux, de soin, de formation ou de travail. Ils participent au maintien des liens familiaux. Ils doivent porter une attention particulière aux problèmes d'indigence, d'illettrisme et de toxicomanie. Ils doivent également préparer la personne détenue à sa sortie et à sa réinsertion grâce, tout particulièrement, aux mesures d'aménagement de peine.
- En milieu ouvert, au-dehors, ils interviennent aussi sous le mandat d'un magistrat et apportent à l'autorité judiciaire tous les éléments d'évaluation utiles à sa décision. Ils s'assurent du respect des obligations imposées aux personnes condamnées à des peines alternatives à l'incarcération ou bénéficiant d'aménagements de peine. Ils se doivent d'impulser une dynamique de resocialisation avec la personne prise en charge.

Les aménagements de peine :
La juridiction de l'application des peines peut aménager les peines d'emprisonnement ferme en prononçant l'une des mesures suivantes : permission de sortie, libération conditionnelle, suspension de peine pour raisons médicales, semi-liberté, placement à l'extérieur ou placement sous surveillance électronique (PSE). Les aménagements de peine visent à préparer la réinsertion, lutter contre la récidive, maintenir ou restaurer les liens familiaux, sociaux et de travail.
Le placement sous surveillance électronique :
Le placement sous surveillance électronique (PSE) ou « bracelet électronique » est un dispositif permettant d'assigner une personne condamnée dans un lieu déterminé, selon des horaires fixés par un magistrat lors du jugement ou dans le cadre d'un aménagement de peine. Le bracelet, à l'allure d'une grosse montre, est porté à la cheville ou au poignet. Si la personne sort de chez elle en dehors des heures fixées, le service pénitentiaire d'insertion et de probation le plus proche est aussitôt averti par une alarme à distance.
La libération sous contrainte :
La réforme pénale vise à éviter toute sortie sèche et à mettre en place une sortie sous contrainte. Si le juge le décide, le condamné achèvera sa peine en milieu ouvert. Il sera soumis à un contrôle renforcé du service pénitentiaire d'insertion et de probation et, dans certains cas, sera placé sous surveillance électronique, en semi-liberté ou en placement extérieur.

## Politique pénitentiaire

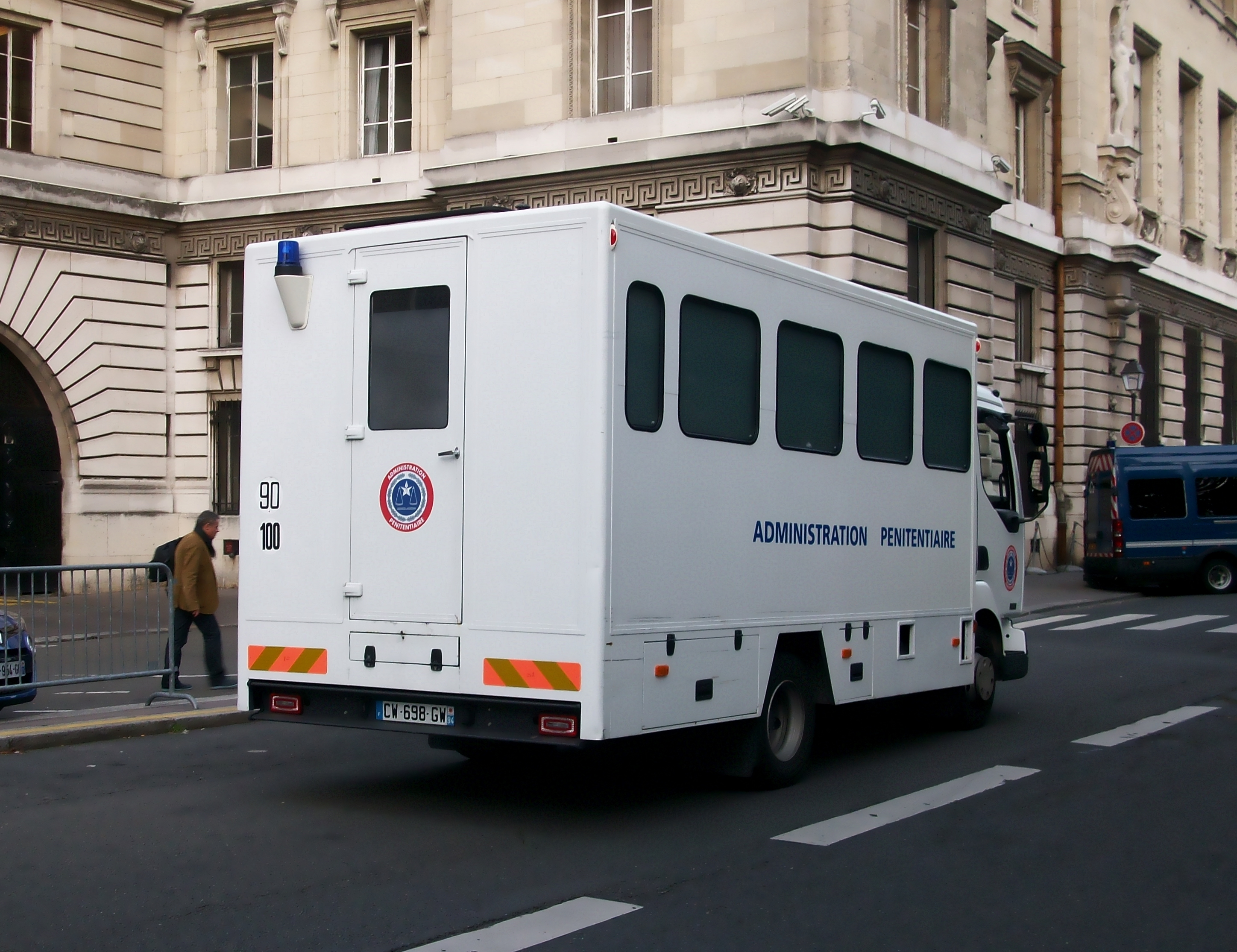
Fourgon Renault Midlum de l'Administration pénitentiaire à Paris en 2013.

### Construction d'établissements
Face au constat d'un parc immobilier vieillissant et de plus en plus inadapté (notamment pour faire face au nombre grandissant de personnes détenues à accueillir), l'administration se voit contrainte de lancer à partir des années 1980 plusieurs grands programmes de construction d'établissements.
En 1987, le garde des Sceaux Albin Chalandon porte ainsi un vaste projet de construction d'établissements pénitentiaires. D'abord appelé « programme 15 000 » il deviendra finalement le « programme 13 000 » (en raison de son coût). Ce nom correspond au nombre de places créées (en fait 12 850) grâce à la construction de vingt-cinq établissements, livrés entre 1990 et 1992. Ce programme inaugure également le partenariat avec les entreprises privées qui assurent d'une part la construction de l'ensemble des établissements et d'autre part la gestion de vingt-et-un des vingt-cinq établissements concernés. Seuls la garde, l'insertion et le greffe restent de la responsabilité de l'administration pénitentiaire dans les établissements à gestion mixte.
Cependant, les besoins continuent d'augmenter et l'administration relance en 1996 le « programme 4 000 », déjà proposé en 1994 par Pierre Méhaignerie (Garde des Sceaux). Ce programme a conduit à la construction et à l'ouverture de six établissements entre 2002 et 2004, devant remplacer certaines structures obsolètes. Le nombre total de nouvelles places ainsi créées s'élève à environ 3 000.
Enfin, en 2002 un nouveau programme de grande ampleur est lancé par le ministère de la Justice dans le cadre de la loi d'orientation et de programmation pour la justice, le « programme 13 200 ». La création de 13 200 places brutes et la fermeture de 2 485 places, soit un solde net d'environ 10 800 places, sont prévues. Ce programme vise à assurer la modernisation du parc immobilier en métropole et une meilleure répartition des condamnés et des prévenus sur l'ensemble du territoire national. Il prévoit également des constructions neuves dans les départements et collectivités d'outre-mer ainsi que des places réservées à la création de quartiers spécifiques pour les courtes peines et pour une prise en charge adaptée des mineurs. Résultant de ce programme, le centre de détention de Roanne est inauguré le 19 janvier 2009 par la garde des Sceaux Rachida Dati et le premier ministre François Fillon. Il est le premier établissement pénitentiaire réalisé selon les modalités du partenariat public-privé (PPP) avec le groupe Eiffage.
En octobre 2016, le gouvernement français promet la construction de 33 nouveaux établissements.

### Rétention de sûreté
La Loi du 25 février 2008 relative à la rétention de sûreté et à la déclaration d'irresponsabilité pénale pour cause de trouble mental prévoit la rétention des personnes condamnées à des peines supérieures à 15 ans jugées dangereuses « criminologiquement » (et non « psychiatriquement »), après l'exécution de leur peine.
Le premier centre de rétention devait ouvrir à Fresnes fin 2008.
De nombreuses critiques se sont portées sur ce projet, notamment formulées par Robert Badinter dans un article intitulé « La prison après la peine », paru dans Le Monde du 27 novembre 2007. Une association regroupant des opposants à ce projet (Syndicat de la magistrature, Genepi, ANVP, etc.) a fait signer une pétition.
Le projet de loi adopté a fait l'objet d'un recours devant le Conseil Constitutionnel, qui l'a validé, en précisant cependant que la rétention de sureté pourra être appliquée uniquement si elle a été expressément prévue par la cour d'assises, au moment de la condamnation. Cette réserve revient à reporter dans quinze ans les premières décisions de mise en rétention de sûreté. La loi est entrée en vigueur le 25 février 2008.

### Loi pénitentiaire
En juillet 2008, un projet de loi pénitentiaire est déposé par la garde des Sceaux Rachida Dati. Après que le gouvernement a déclaré l'urgence sur ce projet de loi le 20 février 2009, un bras de fer s'engage entre le gouvernement et le Parlement autour notamment de la question de l'encellulement individuel : Jean-René Lecerf, Rapporteur du projet de loi pour le Sénat, est soutenu dans le maintien de ce principe par les sénateurs de la commission des Lois du Sénat, qui se prononcent à l'unanimité pour l'adoption des amendements du rapporteur. Après passage en commission mixte paritaire, l'encellulement individuel est finalement maintenu dans la loi votée en octobre 2009.

## Population carcérale

### Population féminine
La population carcérale est composée en très grande majorité d'hommes (ils représentaient 96,3 % des détenus en mars 2007).
Au 1er janvier 2016, d'après le ministère de la Justice, les femmes représentaient 3,5 % des détenus (2 785 femmes).

### Population mineure

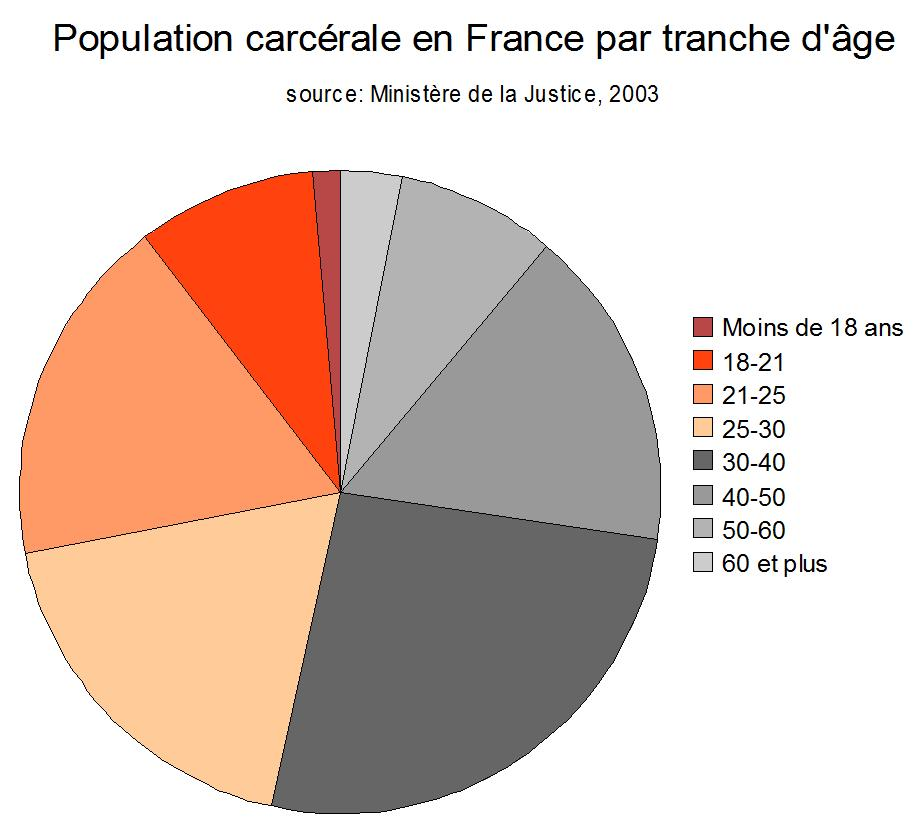
Population carcérale par tranche d'âge en France. En grisé, les 30 ans et plus.

Elle représente entre 1 et 2 % de la population carcérale. Au 1er septembre 2016, d'après le ministère de la Justice, les mineurs représentaient 1,1 % des détenus (724 mineurs).

### Population étrangère
D'après le quotidien Libération et son moteur de recherche CheckNews, « Au 1er octobre 2017, la France comptait 16 234 étrangers écroués. Parmi eux, 15 239 sont détenus, c'est-à-dire qu'ils résident en prison, et 995 bénéficient d'un aménagement de peine ».
Le 16 février 2018, le député Les Républicains de l'Yonne Guillaume Larrivé, déposait une question écrite à l'Assemblée nationale demandant au ministère de la Justice «de lui indiquer le nombre et la nationalité des ressortissants étrangers actuellement détenus en France (en distinguant, si possible, les prévenus et les condamnés)». Les données du ministère de la Justice révélaient que 14.964 ressortissants étrangers étaient détenus dans les prisons françaises, sur un total de 69 077 détenus au 1er février 2017, ce qui portait la part des étrangers à 22% de l'ensemble. Parmi eux, quatre pays d'origine rassemblaient 42% de l'ensemble des ressortissants étrangers. Il s'agissait de l'Algérie (1 954 détenus), du Maroc (1 895), de la Roumanie (1 496) et de la Tunisie (1 102). On comptait également 15 Américains, 157 Chinois, 63 Allemands, 2 Japonais, 18 Suisses, 10 apatrides, 43 personnes dont la nationalité n'était pas renseignée et 23 dont elle était inconnue.
Au 1er octobre 2021, 17 198 détenus étrangers sont enfermés dans les prisons françaises sur une population pénale qui s’élève à 69 173 personnes. Leur proportion est donc de 25 % contre 17,2 % en 2011. 9 793 sont originaires du continent africain, soit 56 % d’entre eux, dont 3 472 en provenance d’Algérie, 2 220 du Maroc, 1 117 de Tunisie et 2 984 d’autres pays africains. L’administration pénitentiaire recense également 5 109 détenus européens, dont 2 983, sont ressortissants de l’Union européenne.

### Population transgenre
Il n'existe aucune donnée publique concernant le nombre de personnes transgenres enfermées sur décision administrative ou judiciaire. Une quarantaine de personnes transgenre ont cependant saisi depuis 2010 le Contrôleur général des lieux de privation de liberté. Ce dernier émet le 25 mai 2021 un avis détaillé relatif à la prise en charge des personnes transgenres dans les lieux de privation de liberté : formation des professionnels, respect au quotidien de l'identité de genre des personnes privées de liberté (absence de mégenrage), modalités de fouille, souhaits d'affectation, accompagnement des personnes qui souhaitent modifier leur état-civil, prise en charge sanitaire adaptée et transition médicalisée.

### Religions
En France, l'exercice des religions s'exerce dans le cadre de la loi de 1905. L'administration pénitentiaire attribue un budget à chaque culte organisé pour les besoins « de nature morale, spirituelle ou religieuse » des détenus,.
Selon une étude commandée par le Ministère de la Justice en 2004, le sociologue Farhad Khosrokhavar a évalué entre 50 % et 80 % la proportion de détenus qui seraient musulmans dans certaines prisons proches de quartiers dits sensibles. Ce pourcentage fort élevé en milieu carcéral, la population musulmane en France n'étant que de 7 à 8 % de la population française totale, serait, selon M. Khosrokhvar, le produit de nombreux facteurs sociaux, économiques et politiques. Il avance que la délinquance possède aussi des racines anthropologiques. La famille maghrébine s'est déstructurée en une ou deux décennies sous de multiples formes : familles monoparentales, démission du père, perte de sa position hégémonique au sein de l'édifice patriarcal.
En 2011, le contrôleur général des prisons présente un rapport selon lequel les détenus musulmans n'ont pas les moyens de pratiquer leur religion et déplore un nombre insuffisant d'imams. Selon ce rapport, les chrétiens disposeraient de plus de 900 aumôniers agréés par l'administration, alors que les détenus musulmans n'en bénéficieraient que de 150. Disproportion d'autant plus étonnante que « la proportion de détenus catholiques ou protestants est à peine de 20 %, alors que les musulmans sont bien plus nombreux : de 30 à 40 % des effectifs ». Dans les régions comme le Nord, à Lyon, Marseille, les pourcentages des prisonniers musulmans seraient bien plus élevés. Ils seraient de 70 % pour l'Ile-de-France.
Selon un rapport parlementaire d'octobre 2014, les établissements pénitentiaires français comprendraient « 40.000 détenus de culture ou de religion musulmane ». Ce même rapport pointe du doigt les dangers de « la radicalisation islamiste », qui, selon lui serait « susceptible de concerner plusieurs centaines de détenus ». Depuis 2003, il existe un bureau du renseignement pénitentiaire -dénommé EMS-3-, dont le but est d'assurer la surveillance des détenus les plus dangereux. Depuis 2017, le renseignement est assuré par le service national du renseignement pénitentiaire.

## Activités

### Formation
Plus de la moitié des personnes détenues se situe au mieux à un niveau de fin d'études primaires et ne disposent pas de réelle qualification professionnelle. Le taux d'illettrisme de la population pénitentiaire (environ 10,9 %) est par ailleurs supérieur à la moyenne nationale (7%).
53,4% de la population carcérale ne possède aucun diplôme et seulement 9,3% ont un diplôme équivalent ou supérieur au baccalauréat (contre 57,4% pour le reste de la population).
La formation, qu'elle soit générale ou professionnelle, constitue donc l'un des outils essentiels de la réinsertion. Un dispositif important est mis en place à cet égard, en association avec les partenaires institutionnels. L'informatique comme outil de formation individuelle et collective est un support pédagogique valorisant pour les détenus en apprentissage.
- Enseignement : Plus de 20 % des détenus bénéficient d'une formation générale dispensée par des enseignants que l'Éducation nationale met à la disposition du ministère de la Justice. Le dispositif de formation comprend des formations de base : lutte contre l'illettrisme, remise à niveau, formation générale.
- Formation professionnelle : elle est principalement axée sur les secteurs des services et du bâtiment pour les formations pré-qualifiantes et qualifiantes dispensées sous forme de stages modulaires, de formations à distance ou personnalisées.

L'enseignement à distance est une modalité utilisée pour la formation en milieu pénitentiaire, en 2018-2019 les actions de formations à distance ont été réalisées à 61,7% avec l'association AUXILIA, 30,8% avec les universités, 2,7% avec le CNED et 4,8% avec d'autres organismes.
En 2020 est introduite, de manière expérimentale, la formation par alternance (apprentissage) dans les prisons. Elle est ouverte aux détenus de 29 ans ou moins. Elle est dispensée dans un centre de formation des apprentis (CFA) qui peut se trouver à l'intérieur mais aussi à l'extérieur de la prison.

### Travail
Le travail des personnes détenues est basé sur le volontariat et n'est donc pas obligatoire. Les règles qui encadrent cette activité sont précisées dans les articles 717-3 et D432-1 et suivants du code de procédure pénale. Il y est notamment indiqué que : 
« Les dispositions nécessaires doivent être prises pour qu'un travail productif et suffisant pour occuper la durée normale d'une journée de travail soit fourni aux détenus. »
— Article D432-2 du Code de procédure pénale
Comme le précise l'article D432-3 du code de procédure pénale, le classement au travail doit tenir compte du régime pénitentiaire auquel est soumis la personne détenue, de ses capacités physiques et intellectuelles, de l'influence que peut avoir cet emploi sur ses perspectives de réinsertion, de sa situation familiale et de l'existence ou non de parties civiles à indemniser.
L'organisation du travail en détention peut dépendre de plusieurs régimes :
- le service général : la personne détenue est employée par l'administration pénitentiaire pour effectuer des tâches liées à l'entretien des locaux ou au fonctionnement de l'établissement (nettoyage, cuisine, buanderie, etc.) ;
- la régie industrielle des établissements pénitentiaires (RIEP) : le détenu est employé par l'administration pénitentiaire afin de travailler dans des ateliers de production (métallerie, confection, etc.) ;
- les concessions : la personne détenue travaille pour une entreprise privée qui intervient en détention à la suite de la conclusion d'un contrat avec l'administration pénitentiaire. Le travail est effectué dans un atelier ou en cellule.

En termes de chiffres, l'administration pénitentiaire indique qu'au 1er janvier 2015, 23 423 personnes détenues ont eu, en moyenne mensuelle, une activité rémunérée, ce qui représente un taux d'activité rémunérée en 2014 s'élevant à 34,6 %. Pour cette même année, les salaires (rémunération mensuelle nette équivalent temps-plein) se décomposent en moyenne de la façon suivante :
- 532 € pour le service de l'emploi pénitentiaire (SEP-RIEP) ;
- 408 € pour le travail en concession ;
- 254 € pour le service général.

En 2013, plusieurs actions de personnes détenues ont visé à faire reconnaître le droit du travail en détention. Marilyn Moureau a ainsi obtenu le 8 janvier 2013 devant le conseil de prud'hommes de Paris que le déclassement de son poste de travail soit reconnu comme un licenciement. Elle a donc pu bénéficier de tous les droits correspondants (paiement d'un préavis de licenciement, des congés payés afférents, d'indemnités pour « inobservation de la procédure de licenciement »), auxquels s'ajoutent des dommages et intérêts, un rappel de salaire et les congés payés correspondants.
Le 14 juin 2013 le Conseil constitutionnel a par contre rejeté la question prioritaire de constitutionnalité (QPC) portant sur l'article 717-3 du code de procédure pénale, estimant que cet article était conforme à la Constitution.

## Critiques

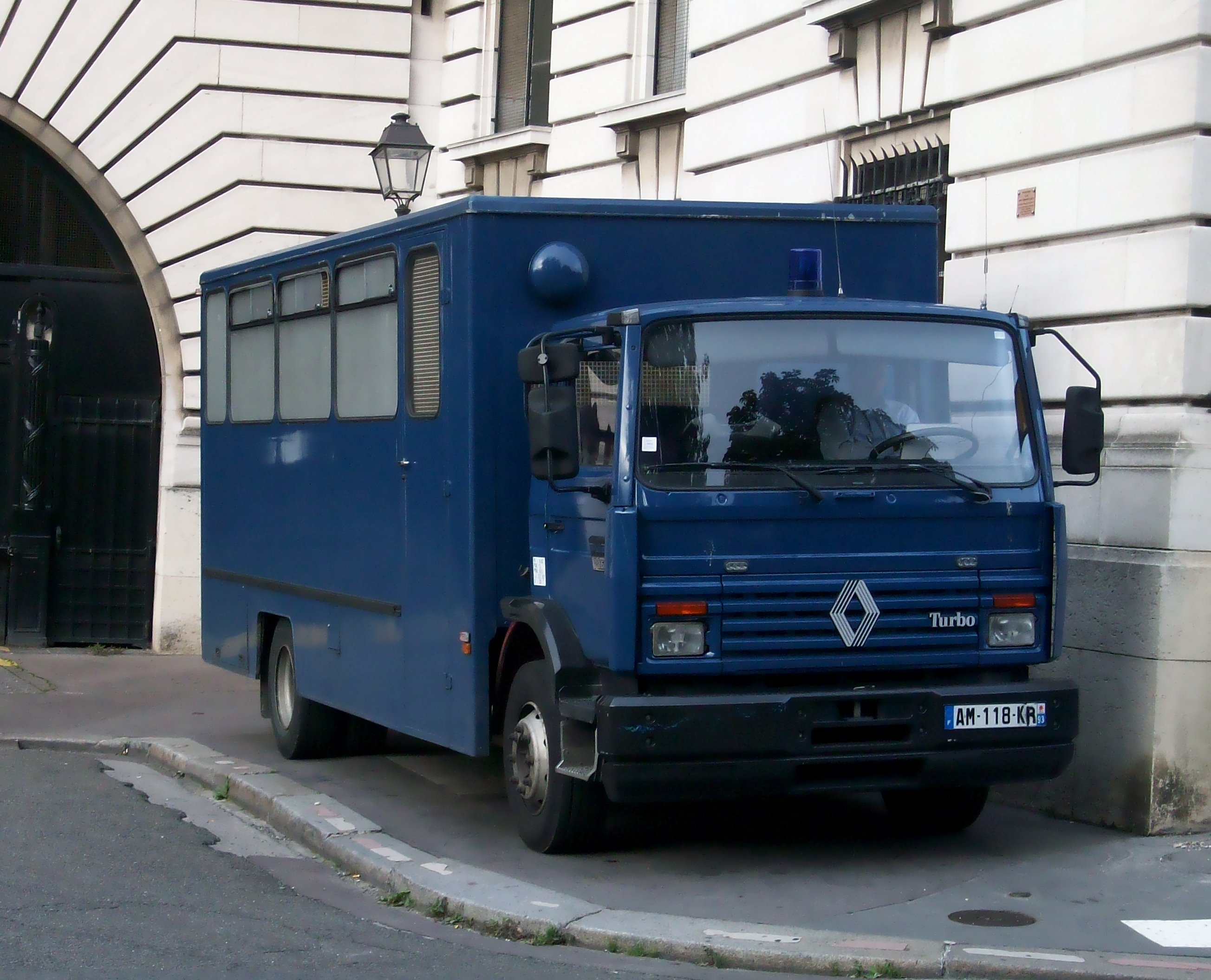
Fourgon cellulaire de l'Administration Pénitentiaire (ancienne sérigraphie) à Paris.

### Rapports institutionnels et associatifs
Régulièrement, les prisons françaises font l'objet de critiques, que ce soit au niveau national (rapports d'enquêtes parlementaires de 2000, de la Commission nationale de déontologie de la sécurité, d'associations comme l'Observatoire international des prisons) ou international, tels les rapports de l'ONU ou du Comité européen de prévention de la torture (CPT). Ce dernier dénonce depuis 1991 et plus récemment dans un rapport de 2007 faisant suite à des visites menées en 2006, des « traitements inhumains et dégradants », plus particulièrement sur les questions de la santé, du placement à l'isolement et de la surpopulation carcérale. La législation sur l'isolement administratif améliorée par décret en juin 2006 n'est que très peu appliquée. L'isolement administratif est considéré comme un traitement inhumain et dégradant en raison de sa longueur excessive. Le CPT reconnait néanmoins les efforts menés par la France pour développer les peines alternatives.
Les rapports parlementaires sur les prisons sont très critiques sur la surpopulation des maisons d'arrêt, l'insalubrité et les sous-effectifs chroniques de personnel. La politique carcérale des différents gouvernements successifs est critiquée, soit pour leur inaction, soit pour leur politique du tout répressif.
Pour l'Observatoire international des prisons : « Quand les prisonniers sont enfermés à trois dans une cellule 22 heures sur 24, sans activités, peu d’interactions avec l’extérieur ou de possibilités de travail, une difficulté d’accès aux dispositifs qui permettent de monter un projet de réinsertion, cette peine est contre-productive, même pour la société. Les problèmes ne sont pas résolus à la sortie des détenus, s’ils ne sont pas aggravés ».
En 2024, l'organisation Prison Insider donne la note de C- (« atteintes fréquentes et graves ») à l'ensemble des éléments mesurés par son Prison Life Index,.

### Conditions de vie
Depuis quelques années, les conditions de vie des détenus sont au centre de la critique du système pénitentiaire français. Notamment depuis la publication du livre Médecin-chef à la prison de la Santé de Véronique Vasseur et l'ouvrage d’Éric Péchillon, Sécurité et droit du service public pénitentiaire.
Depuis, de nombreux rapports mettent le doigt sur la surpopulation et le manque chronique de moyens (manque de surveillants, manque de psychologues, etc.). Tous ces problèmes restent pour l'instant présents. Seule la construction de nouvelles prisons a été décidée pour faire face à l'augmentation du nombre de personnes incarcérées. En ce qui concerne le manque d'effectifs, aucun recrutement en masse de surveillants et de psychologues n'a pour l'instant[Quand ?] été réalisé et cela malgré des moyens pour recruter du personnel dans l'administration pénitentiaire[réf. nécessaire]. Le métier de surveillant de l'administration pénitentiaire reste très mal connu.[réf. souhaitée]
En juillet 2009, l'État a été condamné par le tribunal administratif de Nantes « à réparer le préjudice causé à trois détenus pour conditions de détention indignes » et « onze requêtes similaires sont en attente ».

#### Surpopulation
La surpopulation carcérale en France est notoire et touche massivement les courtes peines et les prévenus (prisonniers en attente de leur jugement). En 2003, un rapport du Comité européen de prévention de la torture, un organe du Conseil de l'Europe, avait fait état de « traitements inhumains et dégradants » dans les prisons françaises, conséquences de leur surpopulation.
L'évolution de la population carcérale et du nombre de places en France est la suivante, :
- En 2006 : 50 207 places opérationnelles pour 60 771 écroués, soit une densité de 121 %.
- Juillet 2007 : 50 557 places opérationnelles pour 61 810 écroués soit une densité de 122 %.
- 1er juillet 2008 : 64 250 détenus. Le nombre de places n'était pas indiqué à cette date, la densité ne peut pas être calculée, elle était néanmoins de 126 % en juin 2008, un record absolu. En septembre 2008, l'ancienne garde des Sceaux Élisabeth Guigou estimait le nombre de places au 1er juillet 2008 à 50 610[70].
- 1er août 2012 : 57 236 places opérationnelles pour 66 748 écroués détenus (en dehors des 10 104 personnes sous surveillance électronique) soit une densité de 116 %
- 1er juillet 2013 : 68 569 détenus pour 57 320 places soit une densité moyenne de 119 %
- 1er septembre 2016 : 68 253 détenus pour 58 587 places soit une densité moyenne de 116 %

En mars 2017, 4 établissements ou quartiers ont une densité supérieure à 200 %, 41 ont une densité comprise entre 150 et 200 %, 52 entre 120 et 150 %, 31 entre 100 et 120 % et 127 avaient une densité inférieure à 100 %.
D'après un sondage de l'institut CSA pour CNEWS publié en juillet 2022, 86 % des sondés se disent favorables à la construction de nouvelles prisons.

#### Santé
La Comité européenne de Prévention de la Torture (CPT) note que la prise en charge médicale des détenus particulièrement surveillés, des détenus souffrant de maladie mentale et le traitement des cas de douleur aigüe font que « le traitement médical se trouve perverti et devient dégradant ». Les « détenu particulièrement signalé » (DPS) sont notamment constamment menottés au lit d'hôpital et ne peuvent consulter un médecin sans présence policière. Le CPT observe également que lors de ses visites en 2006 : « Les patients présentant des états de souffrance aiguë étaient placés dans l'une des cellules d'isolement, traités sous contrainte si nécessaire, et obligés de rester nus en cellule, soumis à un contrôle visuel régulier du personnel pénitentiaire. Il ne fait aucun doute aux yeux du CPT qu'une telle situation s'apparente à un traitement inhumain et dégradant pour le patient concerné (et est également dégradante pour le personnel concerné). »
Elle observe que dans certains établissements comme celui de Moulins, la prise en charge psychiatrique est impossible en raison de l'insuffisance des moyens.
- Séropositivité et sida

Comme dans toutes les prisons du monde le VIH/Sida est particulièrement présent, notamment en raison d'une surreprésentation de populations toxicomanes utilisant des seringues. Les rapports homosexuels, consentis ou issus de viol, favorisent également des contaminations par voie sexuelle. En France, la diffusion du VIH/Sida est mesurée régulièrement et une baisse de la proportion de séropositifs dans les prisons est présente depuis 1990. Il n'en demeure pas moins que le taux de prévalence est sept fois supérieur à la normale et que les moyens médicaux sont insuffisants, notamment pour traiter les cas de Sida au stade clinique 2 ou plus qui sont eux en augmentation.
Il faut noter le témoignage rare de Laurent Jacqua, condamné à une longue peine pour homicide, sur la condition des séropositifs en prison.
- Troubles mentaux

Les conditions de vie particulièrement difficiles de la prison accroissent la gravité des maladies mentales et provoquent nombre de dépressions.
Les prisons contiennent une population très importante de personnes ayant des troubles mentaux. En 2004, 80 % des détenus masculins et 70 % des détenues féminines présentaient au moins un trouble psychique et le plus souvent plusieurs :
- 47 % présentent des troubles dépressifs ;
- 34 % sont dépendants à des substances illicites ou à l'alcool ;
- 24 % ont des troubles psychotiques dont 8 % de schizophrènes, 8 % ont une psychose chronique non schizophrénique, 3 % une schizophrénie dysthymique et 5 % de divers autres types de troubles psychotiques.

Par ailleurs, 20 % des détenus ont déjà été suivis ou hospitalisés en psychiatrie avant leur incarcération.
L'importance de la présence de troubles psychotiques est particulièrement inquiétante car leur nombre en grande augmentation laisse entrevoir un traitement carcéral de la maladie mentale à rapprocher avec la baisse des moyens de la psychiatrie. Ainsi la capacité des unités pour malades difficiles (UMD) s'élève à peine à 200 places tandis qu'on est passé, entre 1987 et 2000, de 83 000 à 40 000 lits disponibles en psychiatrie. Cette baisse est liée à l'augmentation du recours aux médicaments psychotropes.
Dans le même temps, l'irresponsabilité pénale a connu une forte diminution depuis les années 1970, où elle concernait environ 5 % des condamnations pour crime, pour se stabiliser ensuite à environ 0,5 % vers la moitié des années 1980 (0,46 % des dossiers en 1987 à 0,45 % en 1998), ce qui représente un nombre sensiblement stable de 250 à 300 sujets déclarés irresponsables chaque année entre 1998 et 2002. Le phénomène est encore plus net dans les cours d'assises, où l'irresponsabilité représentait 16 % des cas au début des années 1980 et seulement 0,17 % en 1997.
- Automutilations et suicides

Aux comportements d'automutilation s'ajoutent une centaine de suicides annuels ; un nombre deux fois plus élevé qu'il y a vingt ans. Les prisons françaises souffrent d'un taux de suicide cinq à six fois supérieur à la moyenne nationale [Passage contradictoire] ; un phénomène appelé « sursuicidité carcérale ». Parmi les 42 pays du Conseil de l’Europe, la France affiche le taux le plus élevé de suicides dans ses prisons avec 17 pour 10 000 détenus, soit deux fois plus que la moyenne européenne.

#### Sexualité
Les rapports sexuels sont formellement interdits en prison dans les parties communes (dont le parloir, les douches, les promenades, les ateliers, les salles de sport, etc.) : ils constituent même pour le détenu une faute du deuxième degré, susceptible d'un passage au prétoire et d'une punition de 30 jours de quartier disciplinaire. Pourtant, les préservatifs sont en accès libre (dans les détentions masculines), notamment parce qu'existent, même si elles sont souvent l'objet de mépris par la population carcérale, des relations homosexuelles en cellule. La cellule est considérée comme un domicile, et la sexualité y est donc admise.
Les relations sexuelles entre la personne détenue et ses proches sont interdites dans les parloirs communs, même si naissent chaque année des « bébés-parloir ». En revanche, elles sont autorisées dans les UVF (Unités de Vie Familiale) qu'un détenu et sa famille peuvent occuper pendant un week-end entier, voire un week-end prolongé.
Les relations sexuelles de toute nature entre un(e) surveillant(e) et un(e) détenu(e) sont strictement interdites dans l'enceinte d'un établissement pénitentiaire. Elles sont passibles de révocation pour le(la) surveillant(e) et de poursuites pénales pour les deux mis en cause.

#### Mélange des détenus
Jusqu'en 2006, les jeunes femmes n'étaient pas séparées des femmes adultes, car il n'existe pas d'équivalent des quartiers mineurs pour femmes. Dans les établissements pour mineurs (EPM), des quartiers pour femmes ont été institués. En dehors des EPM, les femmes mineures continuent d'être mélangées aux détenues majeures. Les mineurs hommes eux, bénéficient d'ailes ou de bâtiment spécifiques et ne sont jamais mélangés avec les détenus majeurs.
En maison d'arrêt, tous les délits et crimes sont mélangés. En établissement pour peine (les maisons centrales et les centres de détention), il y a également un mélange des types d'actes. Les délinquants sexuels ne sont pas toujours isolés, en raison de difficultés matérielles au vu de la proportion importante qu'ils représentent, 12,8 %.
En maison d'arrêt, il y a souvent des séparations selon les origines ethniques et/ou nationales. Ces séparations, souvent critiquées (SOS Racisme avait porté plainte il y a quelques années[Quand ?] contre la prison de la Santé) sont mises en place en raison des difficultés de cohabitations et des différents modes de vie des détenus.
Dans les maisons d'arrêt, les détenus prévenus et les condamnés ne sont pas mélangés. Les structures les plus grandes bénéficient des bâtiments différents pour différencier les régimes carcéraux.
Certains lieux de détention isolent les détenus dont les affaires sont jugées mal vues par la population pénale (notamment les affaires mettant en scène des mineurs ou les viols). Ce n'est cependant pas toujours possible et en cas d'affaire sensible, les détenus sont priés à leur arrivée de mentir sur leur passé pour éviter tout problème.

#### Détenu particulièrement signalé
Ce statut est appliqué soit en raison de la personnalité (fichier du grand banditisme, susceptible d'être aidé pour une évasion, actes politiques), détenu médiatique, personnalité, ancien fonctionnaire de police, magistrat ou surveillant de l'administration pénitentiaire, soit en raison du comportement en détention (personnes violentes, ayant participé à des émeutes ou mobilisations collectives). Ces détenus peuvent être placés en détention normale ou au quartier d'isolement (QI), celui-ci étant soumis à un régime de vie plus strict. Certains détenus ayant une notoriété importante dans le grand public peuvent être affectés au quartier dit « des particuliers » à la maison d'arrêt de la Santé (Paris), aussi appelé « quartier des VIP ».
Dans Khider c. France (9 juillet 2009), la Cour européenne des droits de l'homme (CEDH) a condamné la France pour violation de l'article 3 de la Convention européenne des droits de l'homme sur les traitements inhumains et dégradants. M. Khider, considéré comme « détenu particulièrement signalé », en raison de l'aide apportée à la tentative d'évasion de son frère, en 2001, a changé 14 fois de maisons d'arrêt entre 2001 et 2008, a subi de multiples séjours à l'isolement et des fouilles corporelles systématiques. La CEDH, sans remettre en cause le principe de l'isolement, accepté dans Ramirez Sanchez c. France (2006), considère qu'en l'espèce cette procédure a fait l'objet d'abus, alors même que la santé du détenu n'était pas prise en compte.

#### Quartier spécifique
Appelés ironiquement "quartiers VIP" parce qu'ils accueillent les détenus les plus connus, les quartiers spécifiques (Q.S.) sont des ailes spécialement aménagées pour certains détenus. Ils peuvent soit avoir été isolés parce qu'ils étaient en situation de faiblesse physique ou menacés par d'autres détenus, du fait de leur sexualité, de leur métier (policier, douanier, juge, avocat, etc.), de la sensibilité de leur dossier, de leur notoriété ou de la médiatisation de leur affaire.
Le Q.S. ne doivent pas être confondus avec l'isolement, qui est une mesure administrative. Les détenus en isolement ne peuvent communiquer les uns avec les autres, alors que les détenus du Q.S. vivent leur détention ensemble.
Les détenus du Q.S sont encellulés individuellement et ont des promenades qui leur sont réservées. Dans certaines maisons d'arrêt, comme à Fleury-Mérogis, les promenades sont à l'étage de la détention et les détenus n'ont pas accès à la cour collective[réf. nécessaire]. Ces détenus sont plus protégés que les autres et ne sont jamais en relation avec la détention classique (ni au centre scolaire, ni dans les activités culturelles ou sportives par exemple).
Les conditions de détention du Q.S. ne sont pas différentes des autres détenus. Il ne leur est pas alloué plus d'activités (c'est souvent l'inverse puisqu'ils sont moins), et leur cellule n'est pas plus aménagée qu'une autre. Seul l'isolement vis-à-vis de la détention les différencie.[Interprétation personnelle ?]

#### Bibliothèques
L'accès à la culture est l'un des éléments du parcours d'insertion. La majorité des personnes incarcérées est illettrée ou analphabète (50 %). Chaque établissement pénitentiaire dispose d'une bibliothèque accessible à toutes les personnes incarcérées. Les services pénitentiaires d'insertion et de probation (SPIP), en lien avec les chefs d'établissement, les structures culturelles des villes et des départements, programment des activités adaptées au public : diffusion d'œuvres, ateliers de pratiques artistiques dans différents domaines (arts plastiques, écriture, théâtre, musique, audiovisuel).
Selon un rapport de janvier 2005 du ministère de la culture et de la communication, « l'évolution actuelle vers une multiplication de petits lieux à l'intérieur d'une même prison est préoccupante ». Ainsi, « le renforcement de l'autarcie des divers quartiers accentue le sentiment de « prisons dans la prison ». »
« La surface moyenne de la bibliothèque de prison demeure très restreinte compte tenu de sa faible utilisation. »
La maison d'arrêt de Reims dispose de 15 m2 pour 190 détenus, la maison d'arrêt de Villefranche-sur-Saône de 60 m2 pour 600 détenus. « Les chiffres sont excessivement médiocres. »
Les auteurs du rapport estiment la surface moyenne à environ 40 m2. « Elle se situe nettement en dessous des normes recommandées. »
En effet, « l'IFLA préconise 100 m2 pour 100 détenus » et « les conventions établies en 1990-1991 entre la Direction de l'administration pénitentiaire et la Direction du Livre recommandent une surface minimale de 80 m2 : « au-dessous d'un seuil de 80 à 100 m2, un aménagement rationnel de l'espace devient difficile ». On ne saurait mieux dire, alors qu'actuellement les bibliothèques de 80 m2 ou davantage, loin de représenter la norme, sont considérées comme un espace généreux, une aubaine plutôt rare. »
Un troisième problème est le mobilier : « Les serre-livres – un petit détail qui a son importance – semblent une denrée peu répandue. Le mobilier destiné à la lecture de détente – chauffeuse, table basse – n’est pas assez présent. »
Autres critiques formulées :
Pas de contenu multimédia, peu de périodiques, des collections généralement pauvres en ouvrages techniques et documentaires, peu de textes en langue étrangère.
Finalement, ce rapport, après avoir souligné l'importance de la bibliothèque, peine à cacher son pessimisme : « il n'est pas sûr au total que le volume des bibliothèques de prison puisse et doive connaître une extension radicale. Ce n'est pas en tout cas l'évolution qui se profile. »

#### Téléphones portables
Les téléphones portables sont interdits dans les cellules en France. Cependant, nombre de prisonniers parviennent à s'en procurer,,. Les appareils peuvent rentrer via le parloir, via un intervenant, ou par des colis lancés au-dessus des murs. Certains modèles sont connus pour ne pas déclencher la sonnerie des portiques de sécurité, comme le Samsung M 300. Certains détenus ont cependant des smartphones, comme des iPhone.
En 2017, la ministre de la justice Nicole Belloubet ouvre la voie à l'autorisation en cellules de téléphones portables bridés, capables d'appeler seulement certains numéros.

## Droits civiques
Les lieux français privatifs de liberté compte 50 000 personnes dotées du droit de vote. Depuis la loi pénitentiaire de 2009, le détenu a le droit de s’inscrire sur les listes électorales de la commune où il se trouve détenu. La participation aux élections est faible, de l'ordre de 4 % en France, contre 59 % en Pologne. Cette faible participation est en partie due à l'organisation bureaucratique et aux complexités administratives. Le 25 janvier 2017, un amendement visant à acter la mise en place de bureaux de vote dans les prisons a été déposé, mais repoussé par la Commission des lois, qui l'a considéré comme un cavalier législatif.
Les détenus ne peuvent pas voter directement, mais peuvent faire une procuration. Néanmoins les démarches sont complexes et peu les font.

## Musée national des prisons
Le musée national des prisons a été aménagé en 1995 dans l'ancienne maison d'arrêt de Fontainebleau. Celle-ci, construite après 1845 sur un modèle panoptique, avait fermé ses portes cinq ans plus tôt. Les collections présentées retracent l'histoire de l'administration pénitentiaire à partir du XVIe siècle.
Le musée a définitivement fermé en 2010, le bâtiment vendu pour être réhabilité en appartements et ses collections sont parties à l’École nationale d'administration pénitentiaire à Agen.